# مؤتمر جنيف للسلام (1991)
عقد مؤتمر جنيف للسلام في 9 يناير 1991 لإيجاد حل سلمي للاحتلال العراقي للكويت من أجل تجنب الحرب بين العراق والولايات المتحدة المدعومة من دول التحالف. مثل العراق وزير الخارجية طارق عزيز في حين مثل وزير الخارجية جيمس بيكر الولايات المتحدة الأمريكية. استمرت المباحثات نحو سبع ساعات وانتهت برفض كلا الطرفين للمضي قدما على الرغم من مواقفهما المبدئي. رفض العراق الانسحاب من الكويت المحتلة في حين واصلت الولايات المتحدة وحلفائها المطالبة بانسحاب العراق فورا. كان الاجتماع المبادرة النهائية التي أدت في النهاية إلى قيام حرب الخليج الثانية.

## الإعداد لمؤتمر جنيف للسلام
في 29 نوفمبر 1990 أصدر مجلس الأمن التابع للأمم المتحدة القرار رقم 678 الذي أذن للدول الأعضاء استخدام كل الوسائل الضرورية لدعم وتنفيذ جميع القرارات السابقة بمطالبة العراق بالانسحاب الفوري من الكويت. كان الهدف من هذا القرار إعطاء صدام حسين رسالة حازمة أخرى من شأنها أن لا تسمح الأمم المتحدة للعراق بمواصلة احتلاله لدولة الكويت. حتى حليفها الوثيق والعدو السابق للولايات المتحدة الاتحاد السوفياتي حاول إقناع صدام بإعادة النظر في تصرفاته. حاول رئيس الوزراء السوفياتي ميخائيل غورباتشوف بإقناع صدام بالبحث عن مصلحة بلده العراق. كان ناجحا في وجود زملائه الدول الأعضاء في الأمم المتحدة التي شملت «فترة من النوايا الحسنة» ضمن القرار 678. فترة حسن النية كانت لمنح العراق فرصة لمراجعة سياسته وإجراءاته وأن يأملوا بالتوصل إلى استنتاج مفاده أنه سيكون من الأفضل الانسحاب وتجنب هذه الأزمة المتصاعدة.
في الولايات المتحدة أصر الرئيس جورج بوش الأب على الذهاب إلى «الميل الإضافي من أجل السلام». سمحت هذه المبادرة بفرصة للحوار المفتوح بين العراق والولايات المتحدة. تضمن موقف الولايات المتحدة خيار استقبال وزير الخارجية طارق عزيز وإرسال وزير الخارجية بيكر إلى العراق. كان الهدف الرئيسي وراء الميل الإضافي من أجل السلام ضمان المواطنين الأميركيين أن الحكومة تبذل كل جهد ممكن لتجنب نزاع عسكري مع العراق.
رحب العراق بالفرصة لإجراء محادثات مباشرة مع الولايات المتحدة منذ بداية غزو الكويت وكان صدام قد سعى لإجراء مفاوضات مباشرة مع الولايات المتحدة. نفى العراق في السابق أي مفاوضات وجها لوجه. قال وزير الإعلام العراقي لطيف نصيف جاسم أن العراق مستعد لمناقشة «كل جانب من أزمة الخليج العربي من دون استثناء بشرط استعداد الأميركيون للتفاوض دون شروط مسبقة».
دعت الدول العربية الشقيقة صدام للاذعان لقرار 678. جنبا إلى جنب مع غيرهم من رؤساء الدول دعا الرئيس المصري محمد حسني مبارك والعاهل السعودي الملك فهد علنا انسحاب غير مشروط من الكويت. قال وزير الدفاع السوري مصطفى طلاس أن سوريا ستزيد من وجودها العسكري إذا لم يذعن العراق. بعد اجتماع في القاهرة في 3 ديسمبر 1990 أصدرت المملكة العربية السعودية وسوريا ومصر بيان ذكر فيه: «مبادرة بوش تخلق فرصة أخيرة لمنع خطر الحرب عن المنطقة. يتوجب على صدام اغتنام هذه اللحظة المناسبة للانسحاب من الكويت بدلا من توريط المنطقة في حرب دموية وغير مجدية».
عندما حاولوا اتخاذ قرار بشأن موعد لقاء العراقيين والأمريكيين فقد أصر صدام على موعد قريب من الموعد النهائي للقرار 678. كان هدفه هو محاولة لتجنب قرار الأمم المتحدة. أرادت الولايات المتحدة أن يكون الموعد ما بين 20 ديسمبر 1990 و 3 يناير 1991 من أجل إعطاء صدام وقتا كافيا لسحب الجيش العراقي. كلما اقتربنا من الموعد المحدد للقرار فإن المزيد من المرونة لصدام. سيكون من غير الواقعي سحب كمية كبيرة من القوات في غضون أيام قليلة. في حين استمر صدام في الصمود لاجتماع أقرب إلى الموعد النهائي للقرار 678 فإن الرئيس بوش عرض على مضض أن يعقد الاجتماع في جنيف، سويسرا في 9 يناير 1991. تمت الموافقة أخيرا أن يجتمع طارق عزيز وجيمس بيكر لمناقشة احتلال الكويت وقرارات الأمم المتحدة. كان الرئيس بوش وعد الكونغرس الأمريكي بأنه لا يوجد قرار سيعرض على المؤتمر إلى ما بعد اجتماع جنيف.

## موقف العراق
في 9 يناير 1991 كان من المقرر أن يلتقي جيمس بيكر طارق عزيز. لأسباب الدعاية أصر العراق أن يسير عزيز وبيكر في غرفة معا والجلوس في نفس الوقت. هز الرجلين يديهما أيضا للتصوير. ابتسم عزيز في حين امتنع بيكر عن إظهار أي انفعال. رافق عزيز برزان التكريتي السفير لدى الأمم المتحدة والأخ غير الشقيق لصدام حسين والمترجم الشخصي لصدام. طوال اللقاء تحدث عزيز باللغة العربية على الرغم من أنه يمكنه التحدث باللغة الإنجليزية. فعل ذلك للتأكيد على فهم زملائه العراقيين له.
تأثير عزيز في الاجتماع كان تأثير محدود. صدام طلب منه التمسك بالموقف العراقي وكان لديه القليل من المرونة ليحيد عنها. إن الموقف العراقي كان طوال فترة الأزمة أن العراق لن ينسحب من الكويت ما لم يتم حل القضية الفلسطينية. حاول عزيز تحويل أي صراع عسكري محتمل مع الولايات المتحدة وحلفائها في الحرب بين العراق والولايات المتحدة. بشأن إمكانية حدوث قتال مع دول عربية أخرى صرح عزيز:
لم يدخل أي تغيير في الموقف العراقي إلى جانب عرض لتمديد زيارة بيكر لبغداد. مرة أخرى يشير عزيز للقضية الفلسطينية مشيرا إلى أنه لا يمكن الكيل بمكيالين باجبار العراق على الانسحاب وعدم انسحاب إسرائيل من الأراضي الفلسطينية المحتلة. قال عزيز: «نعتقد حقا أن عدم حل القضية الفلسطينية لن يشكل أي تهديد لأمن العراق». وضعت فكرته للتسوية في بيانه إلى بيكر.

## موقف الولايات المتحدة وحلفائها
أراد الرئيس بوش أن يوصل رسالة أن الولايات المتحدة وحلفاءها لن يوافقوا على أي شيء أقل من الانسحاب الكامل من الكويت. ذكر هذا في خطاب كتبه مباشرة إلى صدام. كان الهدف من هذه الرسالة التوضيح والتأكيد لصدام أن يفهم تماما عواقب أفعاله. لم تصاغ رسالة الرئيس بوش على شكل تهديد ولكن لإعلام صدام أن الولايات المتحدة وحلفاءها سوف ينفذون القرار 678 واستخدام كل الوسائل الضرورية للقيام بذلك.
طوال الاجتماع كان يحيط بجيمس بيكر كل من روبرت كيميت وكيل وزارة الخارجية للشؤون السياسية ودنيس روس مدير تخطيط السياسات بوزارة الخارجية وجون هوبير كيلي مساعد وزيرة الخارجية لشؤون جنوب آسيا والشرق الأدنى. بعد الجلوس مع طارق عزيز سلمه بيكر رسالة الرئيس بوش. بعد قراءتها رفض عزيز قبول ذلك معتبرا أن الرسالة تحتوي الكامل على تهديدات وتشتمل على لغة عادة لا تستخدم في الحوار بين رؤساء الدول. كانت هناك تكهنات في الوقت الذي قام به بيكر بتسليم رسالة إلى صدام وكان عزيز قد قال لصدام أنه إذا كانت الرسالة غير ودية وغير موضوعية فإنه سيعيدها إلى بيكر. أكد بيكر أن التحالف لن يتنازلوا عن موقفهم من الانسحاب الكامل. كان الزعماء العرب على اتصال مع الرئيس بوش وأبلغوه بأن على الولايات المتحدة أن لا تقبل بالانسحاب الجزئي وأن تقبل فقط بالانسحاب الكامل الذي من شأنه أن يكون مقبولا.
خلال الاجتماع أكد بيكر القدرات الكاملة للجيش الأمريكي وحذره من التفوق التكنولوجي على العراق. جلب بيكر الاهتمام في التحالف بشأن أسلحة الدمار الشامل. كان يخشى أن يستخدم صدام الأسلحة الكيميائية أو البيولوجية ضد الولايات المتحدة لأن سبق لصدام استخدام الأسلحة الكيميائية سابقا على إيران وشعبه. حذر بيكر عزيز تحذيرا حازما القول: «إذا بدأ الصراع لا سمح الله وتم استخدام الأسلحة الكيماوية أو البيولوجية ضد قواتنا فإن الشعب الأمريكي سيطالب بالانتقام ولدينا الوسائل لتنفيذ ذلك. هذا ليس تهديدا ولكن تعهد أنه إذا كان هناك أي استخدام لهذه الأسلحة فإن هدفنا لن يكون فقط تحرير الكويت ولكن أيضا إسقاط النظام الحالي. أي شخص مسؤول عن استخدام هذه الأسلحة سيتعرض للمساءلة في المستقبل». كان من المفترض من هذا التحذير أن الولايات المتحدة لديها خيار للرد بأسلحة نووية في العراق إذا تم استخدام أي أسلحة كيميائية أو بيولوجية على قواتها. تأكد جيمس بيكر من إيصال مفهوم هذا الكلام إلى طارق عزيز لأن الولايات المتحدة تخشى أي استخدام لأسلحة الدمار الشامل.

## النتيجة
لم يسفر اجتماع جنيف عن أي تقدم ملموس نحو حل للاحتلال العراقي للكويت. كان طارق عزيز قليل الحيلة في تغيير موقف العراق وكان مطلوبا منه دعم موقف صدام الأولي. استخدم صدام المؤتمر لأغراض دعائية داخل العراق في حين استخدمت الولايات المتحدة الاجتماع لتظهر للعالم أنها جادة في حل الأزمة دون عمل عسكري وإخطار صدام ماذا سيحدث لو أنه فشل في إزالة الجيش العراقي من الكويت. حدد الاجتماع مرحلة ما من شأنه أن يكون في نهاية المطاف حرب الخليج الثانية أو عملية عاصفة الصحراء. أصرت الدول العربية على الولايات المتحدة تنفيذ القرار 678 وعرضت الدعم الاقتصادي والسياسي والعسكري في تنفيذ جميع القرارات المتعلقة باحتلال الكويت.
عقب الاجتماع أوضح عزيز لوسائل الاعلام أن العراق يريد التوصل إلى حل سلمي لمشاكل المنطقة وليس فقط احتلال الكويت بل يجب أن يشمل احتلال غزة والضفة الغربية ومرتفعات الجولان. كان رد فعل بيكر بعد الاجتماع أن العراق غير مستعد لدعم قرارات الأمم المتحدة وأنه على استعداد لمواصلة الاحتلال الحالي لدولة الكويت. كان لدى بيكر أمل ضئيل في أن ينجح أي عمل آخر غير العمل العسكري. على الرغم من أن القليل تم انجازه في الاجتماع فإن اللقاء كان تاريخيا بين البلدين. تمسك كلا اللدين بموقفهما وأعطيا العالم الأمل الأخير للتوصل إلى حل سلمي.